# Cercospora gerberae
Cercospora gerberae är en svampart som beskrevs av Chupp & Viégas 1945. Cercospora gerberae ingår i släktet Cercospora och familjen Mycosphaerellaceae.   Inga underarter finns listade i Catalogue of Life.